# Colophina clematis
Colophina clematis är en insektsart som först beskrevs av Shinji 1922.  Colophina clematis ingår i släktet Colophina och familjen långrörsbladlöss. Inga underarter finns listade i Catalogue of Life.